# Лойна
Лойна (нім. Leuna) — місто в Німеччині, розташоване в землі Саксонія-Ангальт. Входить до складу району Заалє.
Площа — 83,41 км2. Населення становить 13 899 ос. (станом на 31 грудня 2021).